# Moara de vânt din Cernoleuca
Moara de vânt din Cernoleuca este un monument de arhitectură amplasat lângă satul Cernoleuca din raionul Dondușeni. Reprezintă o construcție în formă de trunchi de piramidă („căciulă”), cu acoperiș piramidal rotitor. Moara era dotată cu șase aripi. A fost construită după modelul morilor de vânt olandeze.
Moara a fost construită la răspântia secolelor XIX și XX. În localitate au funcționat încă cinci (încă 11 după alte surse) astfel de mori, dar au fost distruse și înlocuite cu mori moderne.
În prezent, moara nu funcționează și se află într-o stare deplorabilă. S-au păstrat câteva din mecanismele de lemn din interior, cât și, parțial, paletele. Se estimează că restaurarea ei ar costa peste jumătate de milion de lei moldovenești. Autoritățile locale și băștinașii au făcut eforturi de a restaura moara, dar nu au primit avizul Ministerului Culturii. Eforturile de a reloca moara la fel au eșuat.
Obiectivul este un monument istoric de importanță națională inclus în Registrul monumentelor Republicii Moldova ocrotite de stat cu nr. 378 (raionul Dondușeni).
Moara de vânt apare în mai multe picturi ale pictorului basarabean Igor Vieru, născut în aceeași localitate. În timpul URSS, Vieru s-a opus activ demolării morii.

## Galerie de imagini

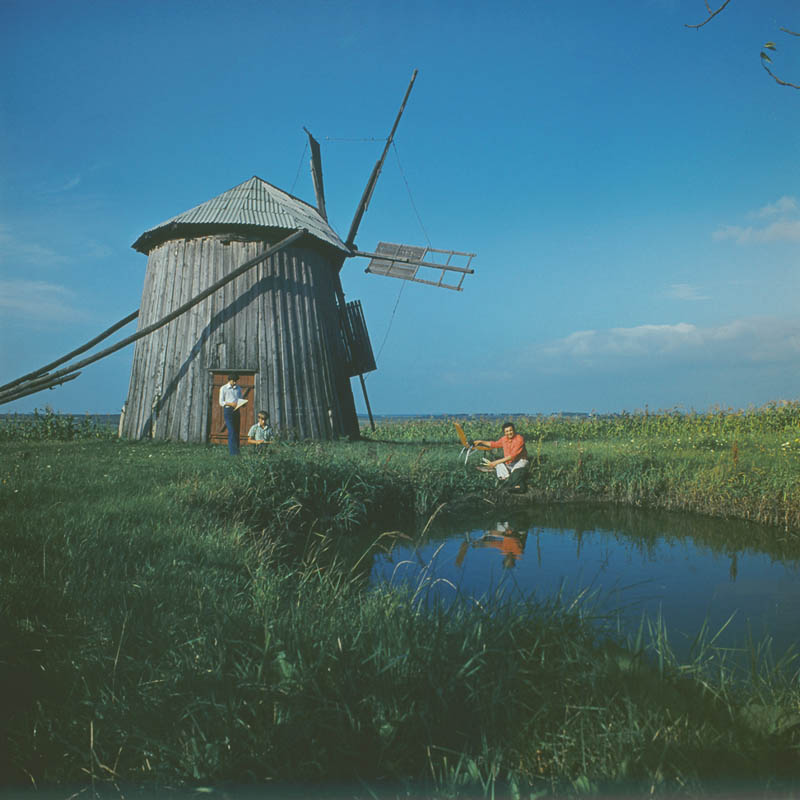
Moara în anii 1970
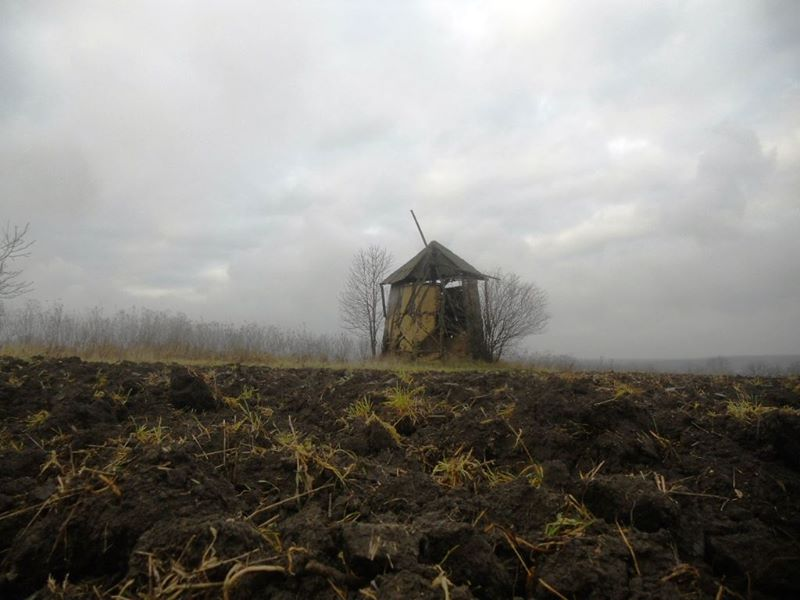
Vedere generală
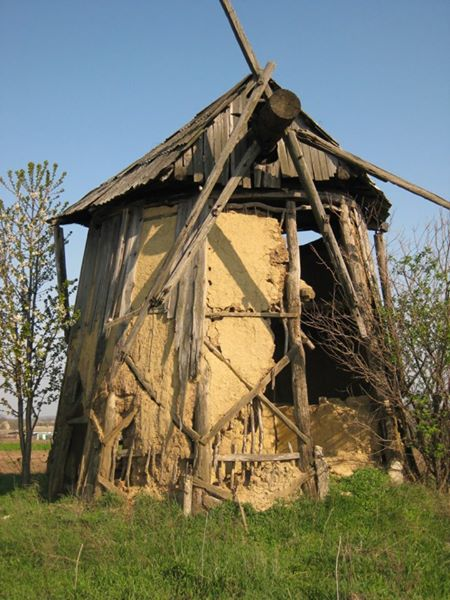
Vedere frontală
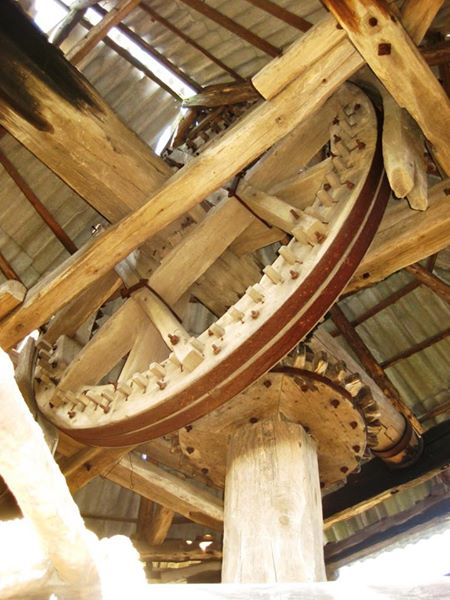
Mecanisme în interior
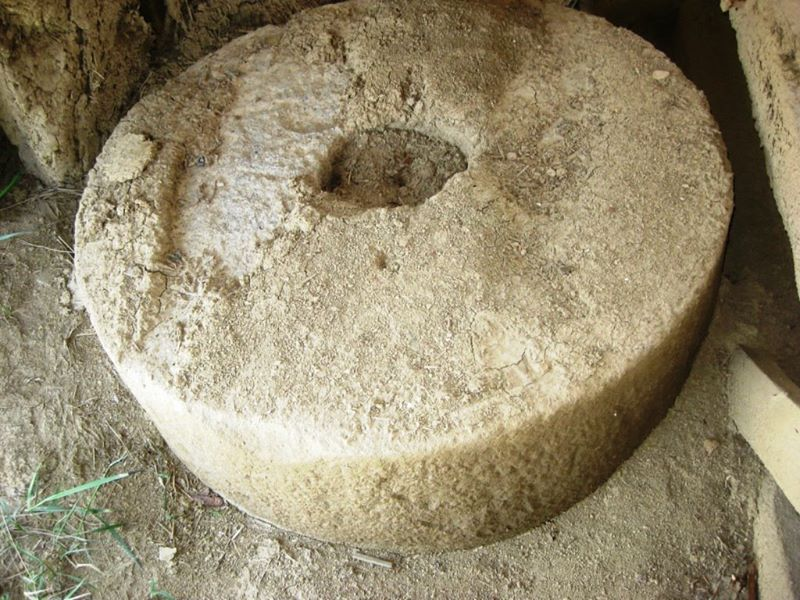
Piatră de moară
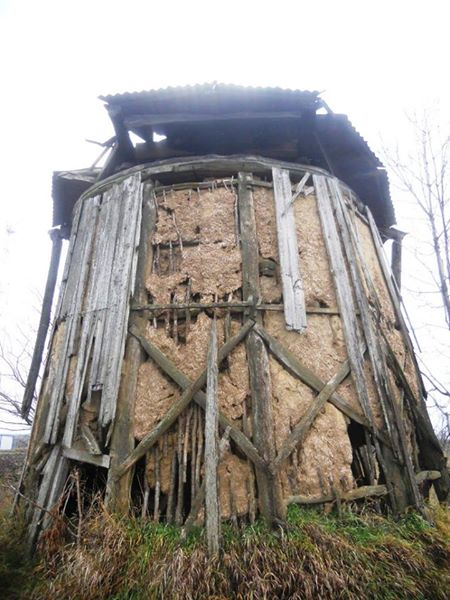
Scânduri furate din pereți
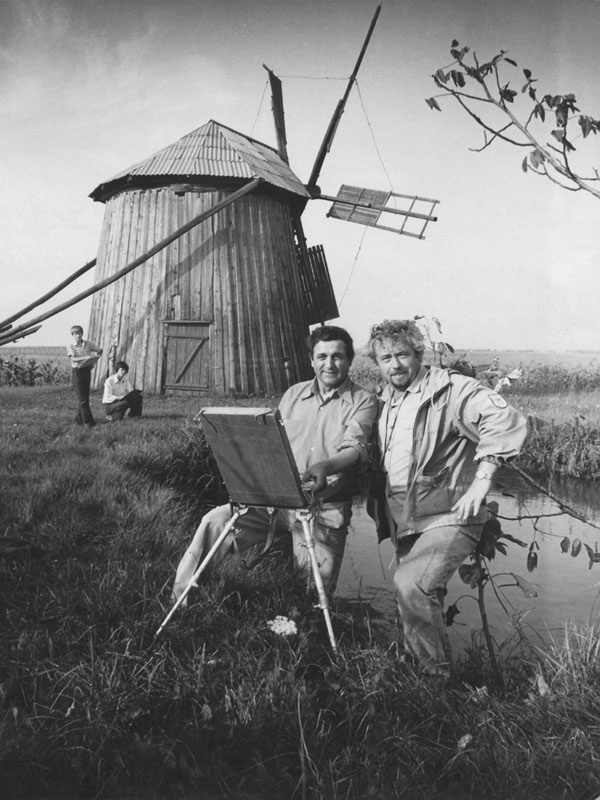
Igor Vieru lângă moara din satul său natal, anii 1970